# 競馬学校花の12期生
競馬学校花の12期生（けいばがっこうはなの12きせい）とは、日本中央競馬会（JRA）が主催する競馬学校騎手課程に1993年に入学し、1996年に卒業した10人の騎手の総称である。

## 概要
そのおもな由来は、10人のなかに「馬事公苑花の15期生」出身の名騎手、福永洋一の息子・祐一がいたことにある。ほかにもJRA史上初となる女性騎手が3名いたり、同じくJRA所属騎手同士では初の双子の兄弟がいたりするなど話題が多く、デビュー前から競馬マスコミによって大きく取り上げられた。
1996年3月1日付で騎手免許を取得、デビューすると福永祐一が初騎乗となったレースから2連勝、和田竜二がデビュー1年目に重賞を制覇、古川吉洋が2年目にGIを制覇するなど華々しい活躍が続いた。
2021年1月現在、10人中6人が重賞を勝利しており、そのうち5人はGI優勝騎手（さらにそのうち2人はJ・GI勝利）であり、さらにそのうちの1人は三冠を達成している。これは前後の年のみならず、競馬学校の他の期の出身者と比較しても突出して優秀な実績である。
その一方で常石勝義は中山グランドジャンプを制したものの、2度の障害競走での落馬事故で脳挫傷を発症、引退を余儀なくされると言う悲劇の部分もあった。常石は後に馬術競技選手に転向している。
12期生の出世頭は例年騎手部門の全国リーディング上位に名を連ね、日本国内のみならず日本国外のGIも複数制覇している福永であり、これに続くのが顕彰馬テイエムオペラオーの主戦騎手を務め、以後も年間50〜80勝前後の成績を残す和田である。また、古川は年間の勝ち鞍が一時期ひと桁に終わる時期もあったが、2007年ごろから勝ち鞍を伸ばし続け、2010年は自己最高の38勝を挙げている。それ以外では高橋亮が1998年と1999年に年間50勝超えを記録したが、その後は引退まで勝ち鞍がひと桁と低迷した。
栗東トレーニングセンター所属騎手が活躍する一方で、美浦トレーニングセンター所属騎手では柴田大知の活躍が目立つ程度（2011年・2012年中山グランドジャンプ、2013年NHKマイルカップ）である（美浦所属の12期生唯一のGI騎手）。柴田自身、一時期騎乗機会が激減し、勝ち鞍ゼロの年さえあったが、少しでも騎乗機会を増やすために乗り始めた障害競走にて2011年の中山グランドジャンプ制覇以来、再び騎乗機会を増やし、サラブレッドクラブ・ラフィアンの馬を中心として活躍中である。
また、大知の双子の弟であり、既に引退し斎藤誠厩舎で調教助手に転向していた柴田未崎が、兄の活躍にも触発され、2013年度に引退騎手の騎手免許試験の再受験要項について明文化されたことから、同試験を受験し合格、2014年に騎手として再デビューをした。後に栗東に移籍している。
女性騎手のひとりであった細江純子は、通算成績はわずか14勝で2001年に引退したが、引退と相前後して写真集を出したり、競馬評論家、解説者としてテレビ番組出演や雑誌・新聞での執筆活動をしている。2011年に競馬学校の同期であった調教助手の児玉武大と結婚し、2013年に長男を出産した。
2011年12月、高橋亮が新規調教師免許試験に合格したことが日本中央競馬会より発表され、2012年3月1日付で調教師免許を取得。技術調教師を経て2013年9月21日付で厩舎を開業。2014年7月6日CBC賞を福永が騎乗したトーホウアマポーラで重賞初勝利を遂げる。
このように活躍中の12期生であるが、2018年に福永がワグネリアンで東京優駿（日本ダービー）を制覇するまでダービージョッキーは現れなかった。その福永は2020年にコントレイルで再び同競走を制覇したとともに、12期生では初の三冠達成騎手となった。その福永も2022年12月に新規調教師免許試験に合格。翌2023年2月を最後に騎手を引退し、調教師に転業した。

## 花の12期生騎手一覧
- 美浦（関東）所属
  - 柴田大知
    - 2011年・2012年中山グランドジャンプ、2013年NHKマイルカップ

  - 田村真来（引退） - 実父は元騎手・元調教助手の田村正光
  - 増沢（牧原）由貴子（引退、現・調教助手） - 義父は元騎手・元調教師の増沢末夫
- 栗東（関西）所属
  - 柴田未崎（引退、現・調教助手、2011年に一度引退し調教助手に転身するも2014年3月から騎手復帰した後、2022年6月に再度引退して調教助手に戻る）[2]
  - 高橋亮（引退、現・調教師） - 実父は元調教師の高橋隆
  - 常石勝義（引退、現在は障害者馬術選手）
    - 2003年中山グランドジャンプ

  - 福永祐一（引退、現・調教師）- 実父は元騎手の福永洋一
    - 2014年ドバイデューティーフリー、2018年・2020年・2021年東京優駿、2013年・2020年菊花賞、2013年天皇賞（秋）、2004年・2005年・2007年優駿牝馬などGI30勝（日本国外5勝･ダートグレード競走3勝）

  - 古川吉洋
    - 1997年阪神3歳牝馬ステークス

  - 細江純子（引退、現在は競馬解説者）
  - 和田竜二 - 実父は厩務員の和田守、実兄は厩務員の和田裕一、甥は騎手の和田翼
    - 1999年皐月賞、2000年・2001年天皇賞（春）、2000年天皇賞（秋）、宝塚記念、ジャパンカップ、有馬記念（テイエムオペラオーとのコンビ）、2012年JBCクラシック、2018年宝塚記念、2019年川崎記念

このほか、板倉真由子、柴山雄一、大塚亮一も12期生の入学試験を受けたが、不合格であった。板倉は翌年に13期生の入学試験に再挑戦し合格、騎手免許を取得（引退、現・調教厩務員）。また柴山はいったん中央競馬を断念し地方競馬の笠松競馬場でデビューしたが、その後騎手免許試験を1次試験から受験し合格。中央競馬に移籍した。大塚は細江と同じく高校卒業時に受験したが、不合格となり、一般企業に就職した後に税理士となり、中央競馬の馬主資格を取得して馬主として活動している。

## 花の12期生以外の黄金世代
花の12期生以外での競馬学校出身騎手の黄金世代は多く、他には松永幹夫や横山典弘などを輩出した競馬学校2期生や武豊と蛯名正義などを輩出した競馬学校3期生、岸滋彦や内田浩一や岡潤一郎らを輩出した競馬学校4期生、藤田伸二と四位洋文らを輩出した競馬学校7期生、武幸四郎などで有名な競馬学校13期生、川田将雅・藤岡佑介・吉田隼人・津村明秀らを輩出した競馬学校20期生などがある。